# Ulolonche orbiculata
Ulolonche orbiculata là một loài bướm đêm trong họ Noctuidae.